# Glenea difficilis
Glenea difficilis é uma espécie de escaravelho da família Cerambycidae. Foi descrita por Lin e Tavakilian em 2009.